# 世界のメロディー
『世界のメロディー』（せかいのメロディー、独: Melodie der Welt、英: Melody of the World）は、1929年3月12日にドイツで製作公開された、ヴァルター・ルットマン監督によるドイツ最初のトーキー映画。

## あらすじ
水夫が恋人と別れて船に乗り込み、世界を見て回った後、元の港に戻ってくるという枠組みに沿って、俳優演ずるいくつかの場面がはめ込まれてはいるが、中核はテーマごとにまとめて配列された世界の民俗的映像資料である。全体は3幕に分けられており、扱われるテーマはおおよそ次の通りである。
1. 出港。建造物、通りと乗物、葬列と宗教行列、軍隊行進。
2. 母子と子供の群像、漁師と手漕ぎ舟、飛び込みと海水浴、農耕、格闘技とスポーツ、レース。
3. 女性の身繕い、議論、食事、踊りと音楽、演劇、仕事。帰国。